# The Runner
The Runner ist ein taiwanisch-amerikanischer Kurzfilm von Ang Lee aus dem Jahr 1980.

## Hintergrund
Der Film entstand zu Beginn von Lees Studium an der Tisch School of the Arts im Schmalfilmformat 16 mm.